# Ночь демонов 2
«Ночь демонов 2» (англ. Night Of The Demons 2) — американский фильм ужасов с комедийными элементами 1994 года режиссёра Брайана Тренчард-Смита. Премьера фильма состоялась 31 августа 1994 года.

## Сюжет
Шесть лет прошло с ужасающей резни в Халл-Хаусе на Хэллоуин.  Все тела были найдены, кроме тела Анжелы;  Ходят слухи, что она спустилась в ад.  Оказывается, ее родители покончили с собой через год после того, как получили карточку Хэллоуина с подписью Анжелы.  Ее сестра Мелисса, по прозвищу «Мышь» (Мерл Кеннеди), в настоящее время живет в католической школе-интернате для неугомонных подростков при Св. Рите.  Ей часто снятся кошмары о ее сестре.  Слухи распространились по всей школе относительно мыши, начатой школьным хулиганом Ширли (Зои Триллинг).  Однако старшая монахиня в школе, сестра Глория (Дженнифер Роудс), пытается положить этому конец.  Тем не менее, Ширли, после того как ей запретили посещать школьный танец Хэллоуина за борьбу на теннисных кортах с Куртом (Лэдд-Йорк), решает устроить свою собственную вечеринку в честь Хэллоуина в Халл-Хаусе вместе с Мышью, над которой хотят провести ритуал.  Вместе со своим парнем Риком (Рик Питерс) и Z-Boy (Дарин Химс) она обманывает Джонни (Джонни Морана), подругу Джонни Биби (Кристи Харрис) и подругу Биби Терри (Кристин Тейлор), чтобы заставить Мышь пойти с ними  в Халл Хаус, пробуждая демонизированную Анжелу.  После некоторых странных инцидентов, группа покидает дом, за исключением Z-Boy, который становится одержимым и Анджела насилует его. К сожалению, Биби выводит из дома тюбик губной помады, из за которого демоны пробрались мимо реки.  Он быстро овладевает Ширли, и один за другим подростки одержимы и / или убиты демонической Анжелой.  Ее план - принести Мышь в жертву дьяволу, чтобы доказать свою преданность ему.  Сестра Глория, Джонни, Биби, отец Боб (Род МакКэри) и Перри возвращаются в Халл-Хаус в попытке спасти Мелиссу. Как только они прибывают в дом, пятеро разлучаются, и отца Боба быстро убивает демонический Рик.  Джонни спасен Перри от демонического Курта.  К сожалению, Перри убит Z-Boy.  Со святой водой, принесенной группой, Биби, Джонни и Сестра Глория убивают оставшихся демонов, кроме Анжелы.  После уничтожения демонов трое выживших находят Мелиссу спящей на алтаре.  Анжела и сестра Глория спорят о том, что такое истинная вера, когда Анжела заявляет: «Настоящая вера может сдвинуть горы, ваша вера даже не может пошевелить мышью».  Затем Анжела обезглавливает сестру Глорию, но сестра фактически опускает голову и выживает.  С помощью последней уловки, чтобы спасти Мелиссу и остальных, сестра Глория соглашается занять ее место на алтаре.  Затем Анжела передает меч Мелиссе, обещая ей великий источник силы, если она убьет сестру Глорию.  Однако Мелисса поворачивает столы и вместо этого наносит удар Анжеле.  Сестра Глория заканчивает Анжелу супер-тазиком, наполненным святой водой.  Но когда все четверо пытаются уйти, им снова противостоит Анджела, которая приняла форму гигантского змеиного существа.  Анжела нападает на них, но Джонни удается пробить дыру в стене в форме креста.  Крестообразный солнечный свет падает на Анжелу, и она взрывается (эта последовательность была добавлена после того, как Republic Pictures почувствовала, что кульминация должна быть более ужасной).  После смерти Анджелы и ее миньонов сестра Глория, Мелисса, Биби и Джонни покидают дом и возвращаются в школу.  Но прежде чем фильм закончится, мы увидим, как студент находит демоническую помаду, которая превращается в змею, намекая на продолжение.

## В ролях
| Актёр\Актриса  | Исполняемая роль        | Оригинальное название роли |
| -------------- | ----------------------- | -------------------------- |
| Кристи Харрис  | Биби                    | Bibi                       |
| Дэрин Химс     |                         | Z-boy                      |
| Мерл Кеннеди   | Мелисса Франклин (мышь) | Mouse / Melissa Franklin   |
| Амелия Кинкейд | Анджела Франклин        | Angela Franklin            |
| Род МакКери    | Отец Боб                | Father Bob                 |
| Джонни Моран   | Джонни                  | Jonny                      |
| Рик Питерс     | Рик                     | Rick                       |

## Художественные особенности
Сюжет фильма имеет мало общего с первой частью, сохраняя при этом общую концепцию. При этом во второй половине фильма действие переносится за пределы дома вопреки первой части. Общее качество фильма отличает дешевизна производства и посредственная актёрская игра. Частое применение имеет обнажение женских тел, так называемая «обнажёнка». Кроме того фильм имеет некоторое количество комедийных элементов: чёрный юмор, пародийные элементы, да и просто нелепые действия персонажей.
Спецэффекты выполнены на среднем уровне, отражая относительно небольшой бюджет фильма.